# Палантёкян
Хребет Палантёкян (азерб. Palantökən silsiləsi) — горный хребет в Азербайджане. Расположен к западу от Мингечевирского водохранилища, между реками Кура и Габырры (Иори). Высота хребта достигает 450 м.

## Описание
Хребет сложен из осадочных пород неогена и антропогена. Ландшафт преимущественно полупустынный. В местности расположены зимние пастбища.